# Conjunt arqueològic de Tàrraco
El conjunt arqueològic de Tàrraco, declarat Patrimoni de la Humanitat per la UNESCO l'any 2000. Comprèn un total de catorze monuments romans de la ciutat de Tarragona i la comarca del Tarragonès.
Tàrraco va ser reconegut com a Patrimoni de la Humanitat perquè el conjunt és d'una importància excepcional en el desenvolupament del planejament i disseny urbanístic romà i va servir de model per a les capitals provincials a la resta del món i perquè proporciona un testimoni eloqüent i sense parangó d'una etapa significativa a la història de les terres mediterrànies a l'Antiguitat.

## Ciutat de Tàrraco

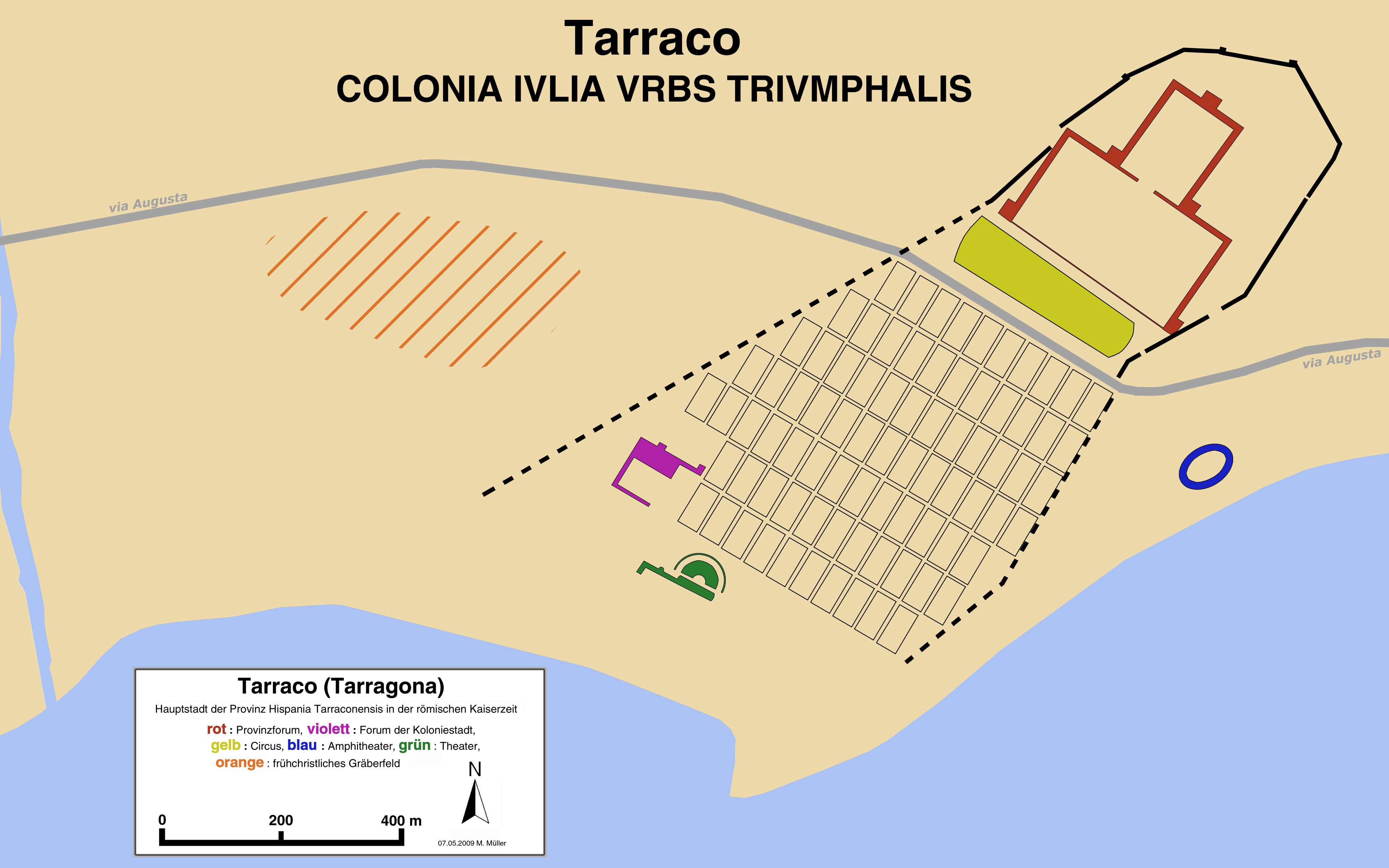
Plànol de Tàrraco:
Muralles
Temple (avui catedral) i Fòrum Provincial
Circ
Via Augusta
Amfiteatre
Fòrum de la Colònia
Teatre

La ciutat de Tàrraco és el primer assentament romà a la península Ibèrica, i va esdevenir la capital de la província d'Hispània Citerior, durant el regnat d'August.
Inicialment fundada com a campament militar romà amb la intenció d'interceptar els exèrcits cartaginesos que pretenien travessar els Pirineus i atacar la península Itàlica. L'any 217 aC, Gneu Corneli Escipió Calb i el seu exèrcit van desembarcar a prop del riu Tulcis (Francolí) al costat d'un poblat ibèric i en la part més alta d'un turó, es va ubicar el campament. Amb el temps, Tàrraco va prosperar com a ciutat i també com a centre administratiu i polític, afavorida tant per la situació costanera com pel seu emplaçament amb relació a les vies terrestres cap a l'interior peninsular.
Les restes de Tàrraco permeten estudiar la propagació del domini romà des del segle iii aC, quan els romans fundaren la ciutat, fins a inicis del període cristià.
La planificació romana de la ciutat és excepcional, ja que fou adaptada a la configuració del terreny mitjançant d'una sèrie de terrasses artificials (que són perceptibles en tot el fòrum provincial, així com al barri residencial). La ciutat és rica en arquitectura i restes arqueològiques, entre ells els edificis totalment conservats, com en el cas del grup de voltes al carrer Méndez Núñez.
L'originalitat del sistema defensiu de muralles construïdes als segles iii i ii aC és també notable. És un monument únic a causa de les diferents fases dels murs republicans i els elements especials del treball fet pels romans, tot reunint-ne l'antiguitat amb les dimensions dels murs que sobreviuen. Les muralles de Tàrraco són un dels primers exemples d'enginyeria militar romana a la península Ibèrica, així com la prova més important que ha sobreviscut de la ciutat republicana. Es tracta d'un dels símbols més importants de la ciutat que defineix la forma de l'antiguitat fins al segle xix.
El conjunt arquitectònic conegut com el Fòrum Provincial és considerat com un dels fòrums més grans i millor documentats del món romà. Aquest nombrós grup d'edificis, seu de la Citerioris Concilium Provinciae Hispaniae, ha preservat la majoria d'elements arquitectònics, determinats pel disseny de la ciutat vella ja existents. Va ser un gran complex, de 7,5 hectàrees repartides en tres terrasses, usat per als propòsits polítics d'alt nivell i dur a les comunitats de la Hispània Citerior a l'Imperi romà, com ho demostra la iconografia de l'escultura i els elements decoratius. Alguns dels elements arquitectònics supervivents arriben a una alçada de fins a 11 m. Els detalls arquitectònics i l'ús de materials importats es prenen com a prova que els seus arquitectes i artesans foren cridats des de Roma. El treball d'aquests especialistes romans és també visible en el teatre, l'amfiteatre i el circ.
El teatre, l'únic conegut a Catalunya, està vinculat amb el Fòrum, i junts formen el centre del culte imperial en els períodes August i Juli-Claudi.
Gran part de la Basílica (Cort) sobreviu al Fòrum Colonial (Ciutat), juntament amb altres edificis, com un temple. Les excavacions arqueològiques en aquesta àrea han posat de manifest la disposició del centre administratiu, així com el patró dels carrers de la zona residencial adjacent.
La construcció de l'amfiteatre és inusual, ja que és en part excavat a la roca natural i en part construït sobre voltes en opus caementicium. També són dignes de menció en aquesta àrea els dos edificis religiosos de la zona, construïts després del martiri del bisbe Fructuós i els diaques Auguri i Eulogi.
El circ està integrat a la ciutat, la qual cosa és inusual, i té una relació amb el Fòrum Provincial que és comparable amb la que es dona entre el Palatí i el Circ Màxim de Roma.
La Necròpolis paleocristiana és la millor conservada de l'Imperi Occidental, amb exemples de diferents tipus d'arquitectura funerària romana tardana i de principis del període cristià, amb un important conjunt de sarcòfags. Les viles suburbanes anteriors donen una imatge temporal de l'assentament al voltant de Tàrraco: al segle iii dC s'abandonaren i l'àrea es va convertir en un cementiri.

### La Tàrraco romana
La Colonia Iulia Urbs Triumphalis Tarraco, capital de la Hispania Tarraconensis, fou una de les ciutats més extenses de la Mediterrània occidental, la ciutat assolí una superfície urbanitzada d'entre 80 i 90 hectàrees, distribuïdes entre un recinte intramurs situat sobre un turó costaner, d'unes 60 ha, uns suburbia en els vessants inferiors d'aquest (10-15 ha), un important port amb una extensa àrea portuària, d'entre 8 a 10 hectàrees, i una ocupació de la perifèria amb domus i centres artesanals.
L'arqueologia ens proporciona dades sobre la vida quotidiana a Tàrraco, on convivien mandataris, sacerdots, funcionaris, mercaders, ciutadans i esclaus. Els carrers de la ciutat formaven una trama endreçada, estaven pavimentats amb pedra i disposaven de voreres i clavegueram. Existien grans cases amb patis interiors (domus) en les quals vivien personatges adinerats, però també edificis més modestos, de diversos pisos (insulae), en els quals residia la població més humil i nombrosa. En el nivell baix d'aquests edificis de pisos hi havia petites botigues. La ciutat s'estenia fora muralla, on creixien els barris suburbans, mentre a l'entorn rural més immediat hi eren presents vil·les dedicades al conreu de la vinya, oliveres i hortalisses.
El geògraf Pomponi Mela, en el segle i, indicava que «Tàrraco era la ciutat més opulenta de les situades en aquesta costa».

### Muralles
41° 07′ 12.4″ N, 1° 15′ 32.6″ E / 41.120111°N,1.259056°E

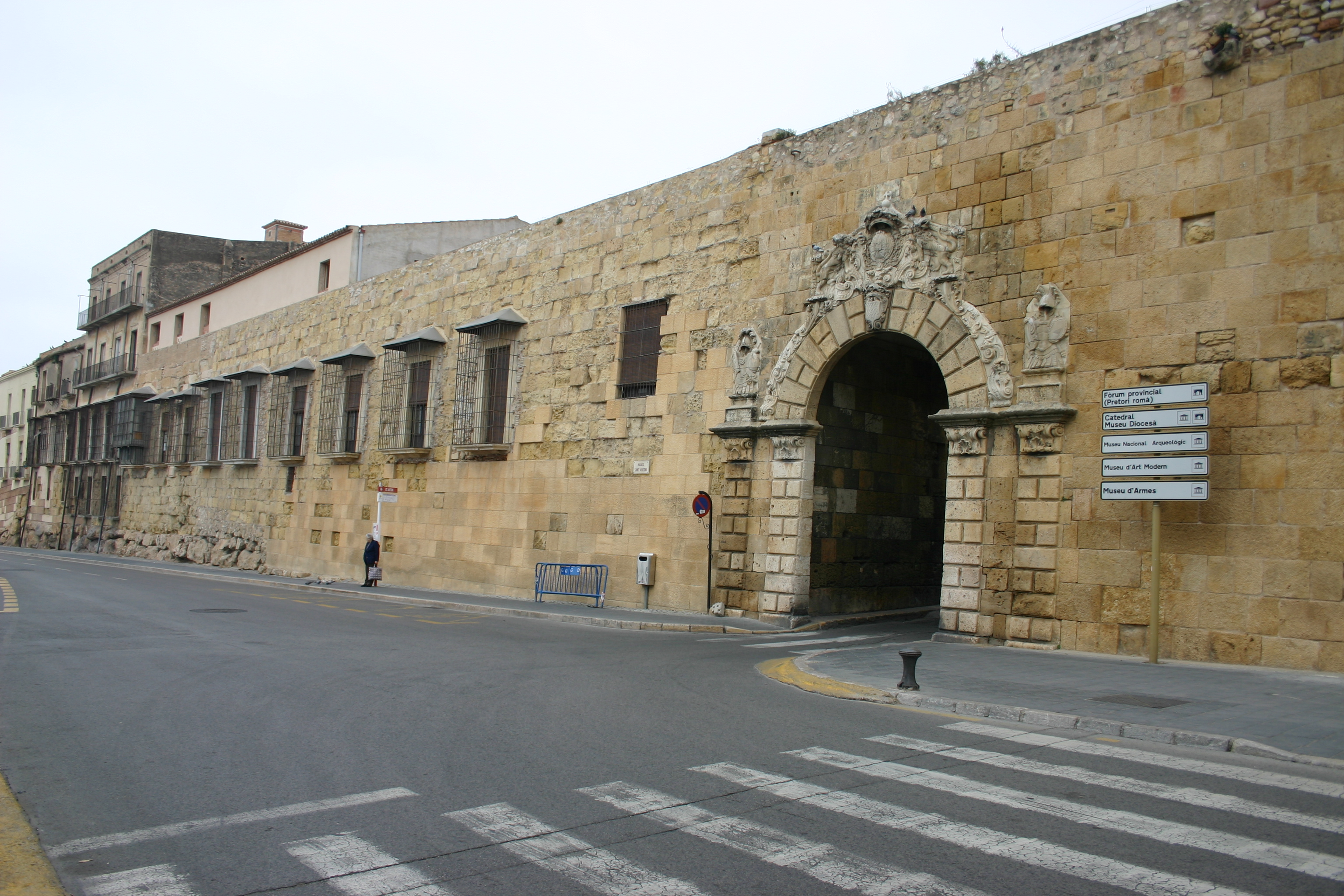
Porta de Sant Antoni, Muralles

Les defenses, construïdes per Escipió, consistien en dos murs cortina de 6 metres d'alçada i 4,5 metres de gruix, folrat amb bastions quadrats, tots construïts l'ús de grans blocs de pedra sense llaurar (opus siliceum). A meitat del segle ii aC el perímetre va ser ampliat i les parets engrossides i alçades (a 12 metres d'alt per 6 m de gruix), amb opus quadratum (vestida de pedra). Aquests murs es va mantenir pràcticament intactes, amb lleus modificacions en l'època tardoromana i l'edat mitjana, algunes addicions en els segles xvi i xviii, fins als nostres dies, i 1,3 quilòmetres són accessibles per als visitants.
Dels tres bastions supervivents, la Torre de Minerva (que va formar part de la muralla original) és la més completa. Els cinc caps esculpits a la paret exterior tenien una funció de protecció i a l'interior hi ha una inscripció dedicatòria a la deessa Minerva.

### Recinte de culte del Fòrum Provincial
41° 07′ 10.3″ N, 1° 15′ 30″ E / 41.119528°N,1.25833°E

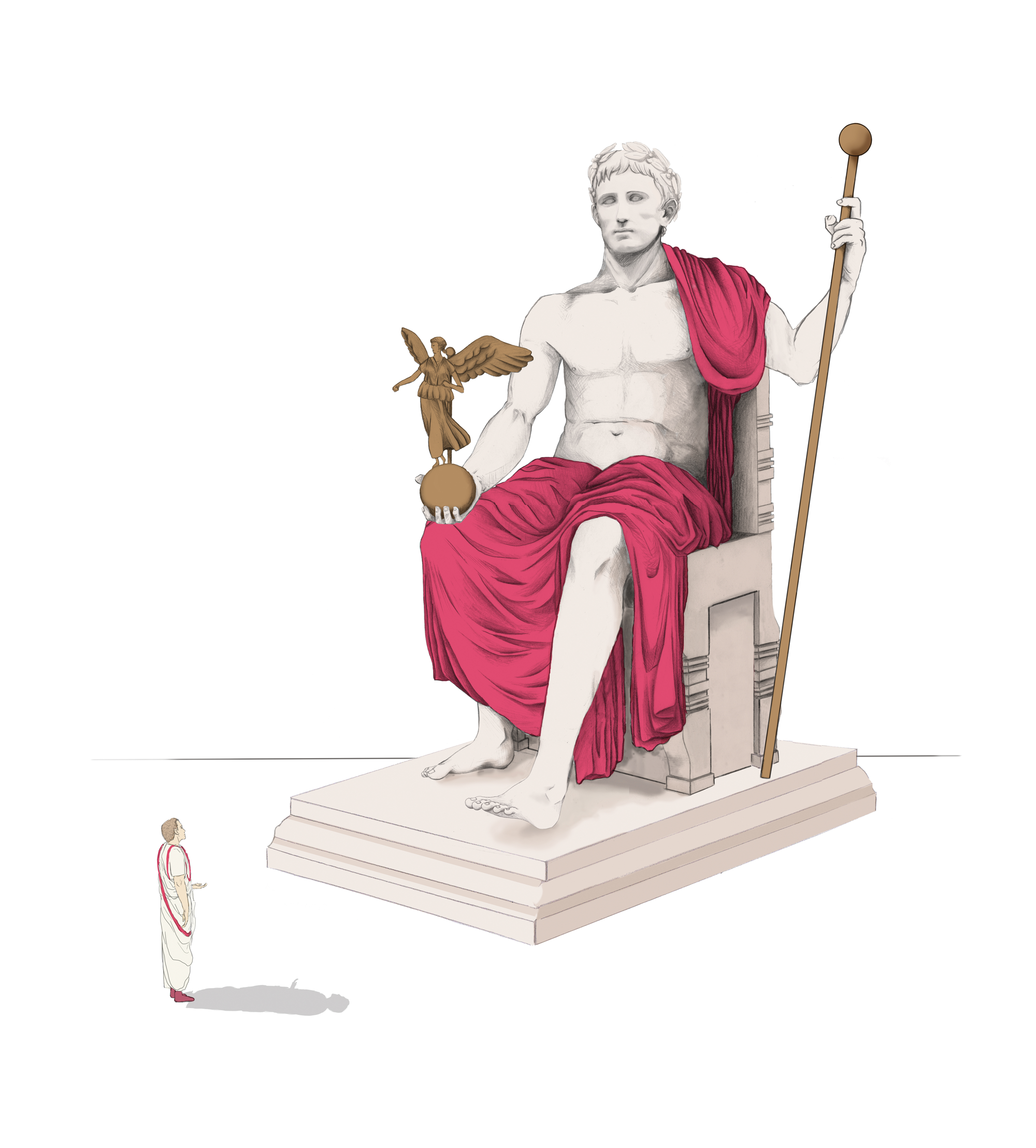
Recreació de l'estàtua colossal d'August divinitzat que presidiria el recinte de culte del Fòrum Provincial de Tàrraco.

Un primer intent de crear aquest conjunt es feu en el període en el julio-Claudi essent abandonat, el projecte no tirà endavant fins al voltant de l'any 70, per Vespasià, l'últim component, el Circ, s'hi afegí més d'una dècada després per Domicià. El pòrtic tanca una superfície de 153 metres per 136 m, més o menys coincident amb el lloc de l'actual catedral. Part del pòrtic i el temple de culte imperial es conserven dins del complex de la Catedral.

### Fòrum Provincial
41° 07′ 05″ N, 1° 15′ 21″ E / 41.11806°N,1.25583°E

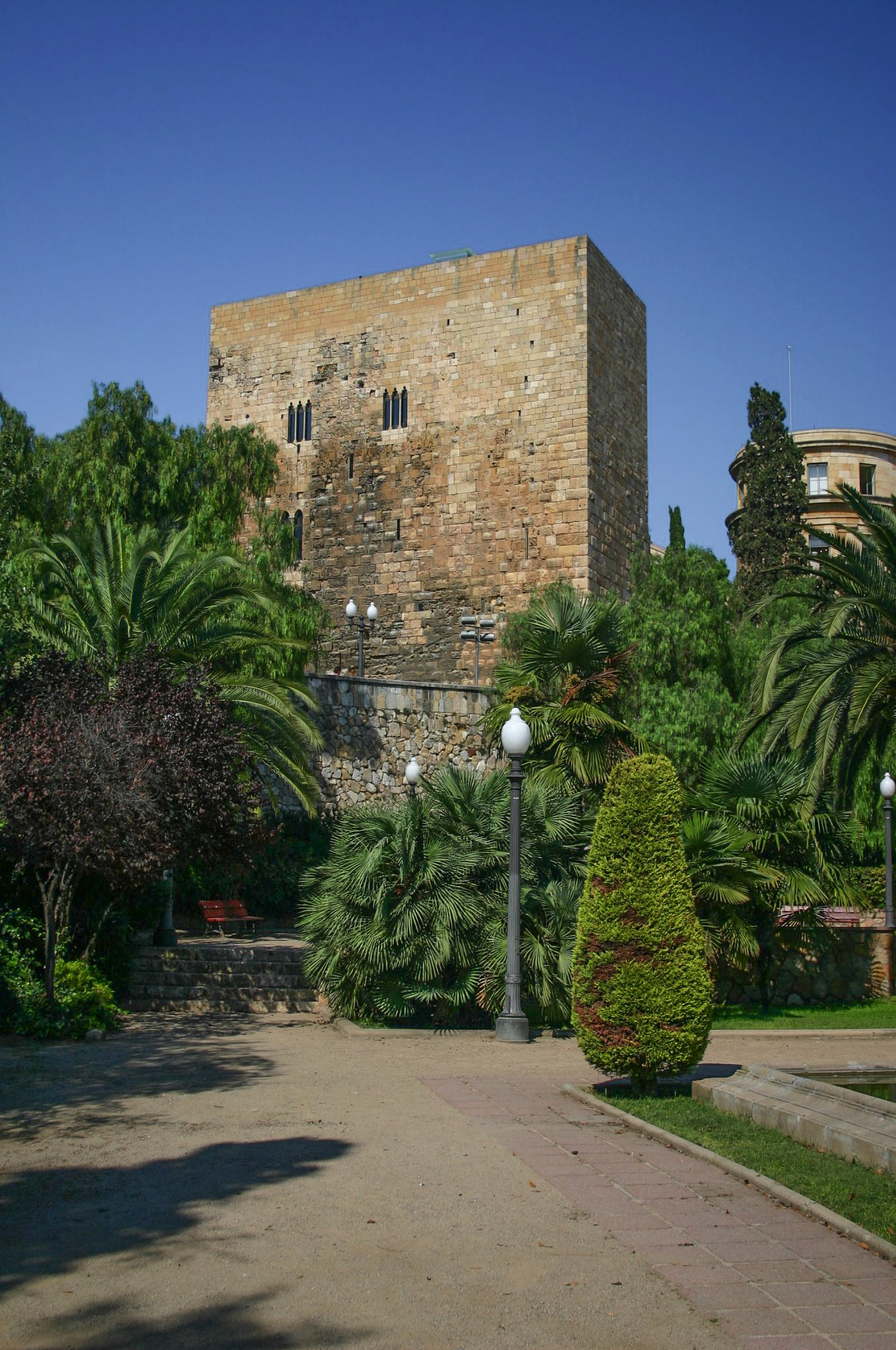
Edifici del Pretori

Tàrraco, com a capital de la província de la Hispània citerior des de l'època d'August, tenia, al final del segle i, dos fòrums: un reservat al concili provincial, situat a la part alta de la ciutat, i l'altre destinat als afers locals, situat a la part baixa, a prop del teatre i del port. El fòrum de la província, que es va començar a construir pels volts de l'any 70 dC a la part superior del turó tarragoní, estava format per dues grans places, situades a diferent nivell. Aquest conjunt es completava a la part més baixa amb un gran edifici d'espectacles, el circ.
La gran transformació realitzada en aquest sector, degut al caràcter monumental del projecte, fa difícil saber quines estructures ocupaven aquesta àrea en època anterior. Hom pensa, però, que bona part estigué lliure d'edificacions i que l'ocupació existent, des d'època republicana, estava relacionada amb estructures militars. La plaça superior, destinada a recinte de culte, era rectangular, de 153 m de fons per 136 d'ample, i estava envoltada, en tres dels seus costats, per un pòrtic que en el mur exterior presentava una sèrie de finestres. Aquests pòrtics tenien en la part superior un àtic decorat amb una sèrie de grans medallons (clipei), amb representacions de Júpiter-Ammó i de la Medusa, dels quals es poden observar alguns exemples en aquesta sala. En el pòrtic superior s'obria una gran sala. El recinte de culte del fòrum estava presidit per un temple dedicat al culte imperial provincial del qual recentment s'han localitzat restes de la fonamentació a l'àrea central. També s'han recuperat elements decoratius com una sèrie de fragments del seu fris, amb decoració de garlandes, bucranis i diversos elements utilitzats en els sacrificis, dels quals també es poden observar alguns elements en aquesta sala.

### Circ
41° 06′ 56.9″ N, 1° 15′ 24.5″ E / 41.115806°N,1.256806°E

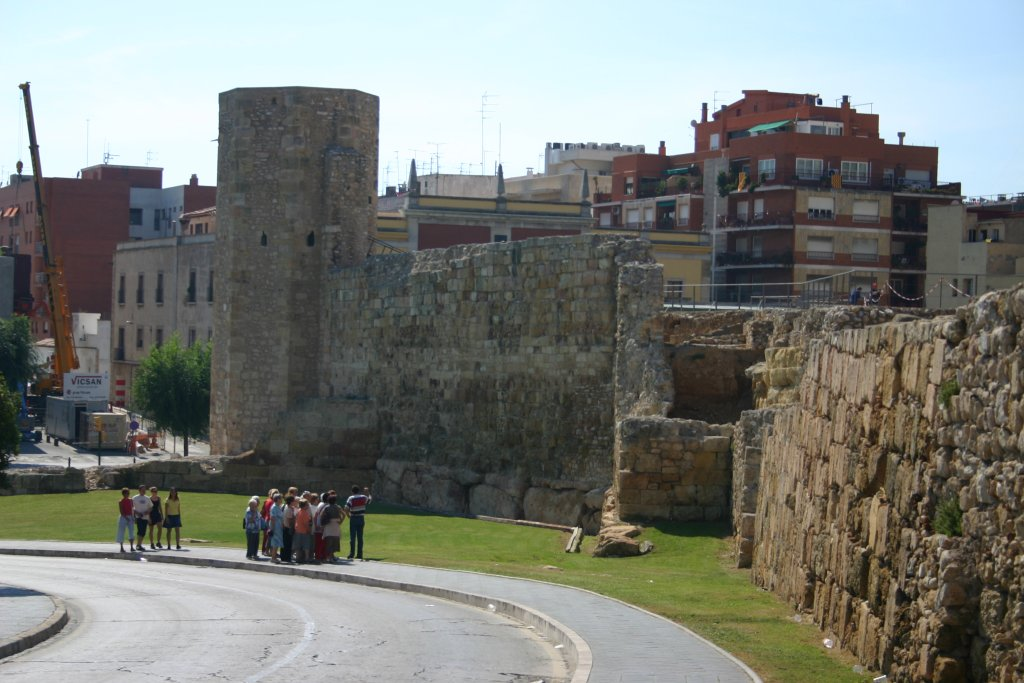
Restes del circ

La tercera, i més baixa, de les terrasses de Tarragona fa 325 metres de llarg i entre 110 i 115 d'ample, i s'hi troba el circ, que abasta gran part de la superfície. L'espina central és 190 metres de llarg. Els seients es plantejaren en la sèrie de voltes de formigó romà (opus
caementicium), la façana del podi i les escales en són més decoratives i foren fetes amb petites pedres quadrades (opus reticulatum).
La major part visible és en el sector sud-occidental (les Coves de Sant Hermenegildo), però moltes altres parts són incorporades en edificis posteriors. Una part de la façana sobreviu com a part de la cara interior d'una muralla defensiva del segle xiv, coneguda com La Muraleta.

### Fòrum de la Colònia
41° 06′ 52.5″ N, 1° 14′ 56.6″ E / 41.114583°N,1.249056°E

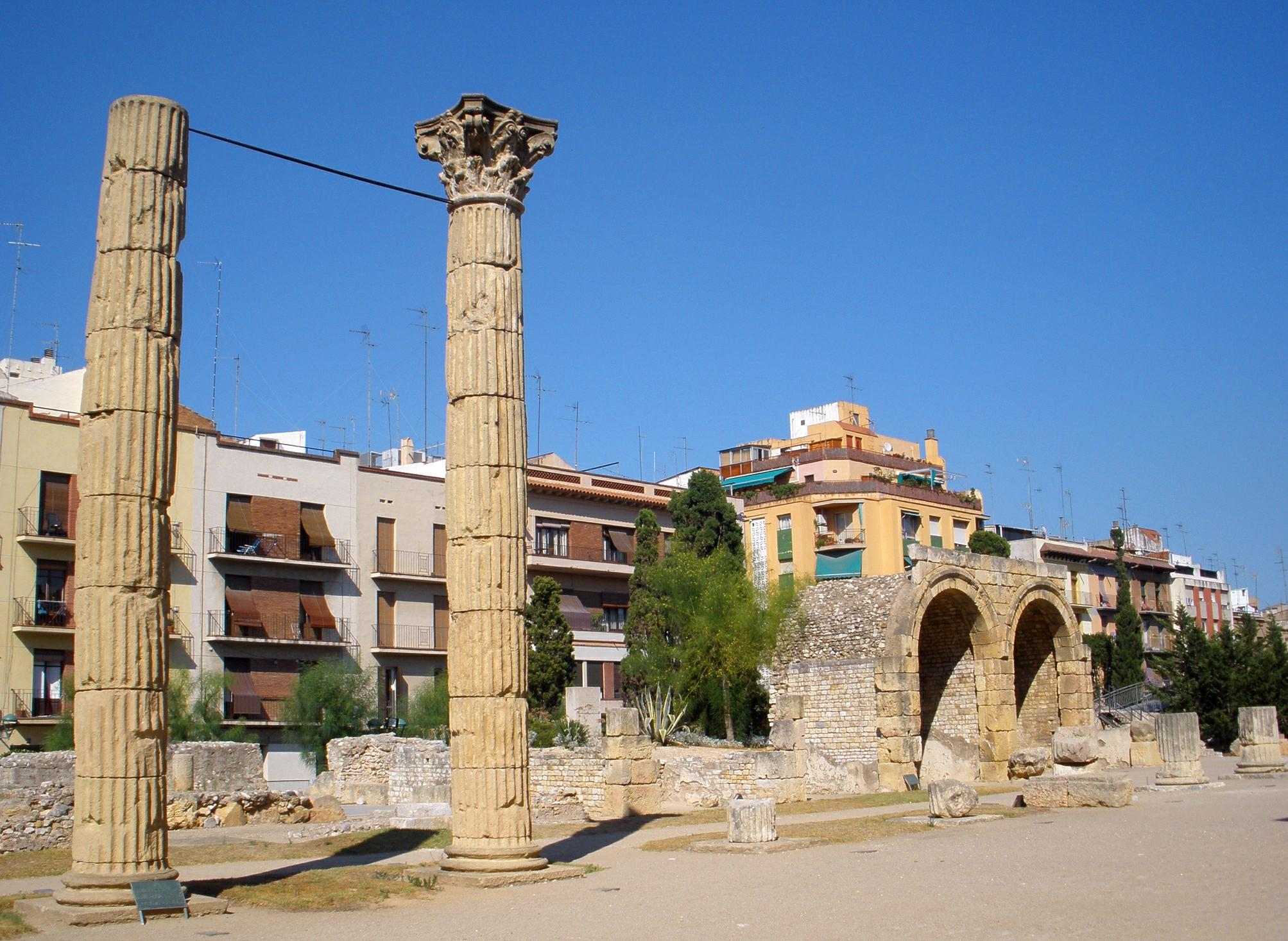
Fòrum colonial de Tarraco

Al centre de la ciutat es troben les restes del Fòrum de la Colònia, el qual pot ser datat almenys al segle i aC, tenint en compte que si ha localitzat una dedicació a Pompeu el Gran, qui va rebre la península en el marc de les seves responsabilitats durant el Primer Triumvirat (56 aC). Les restes del fòrum de la colònia ens mostren: la basílica (ajuntament), un temple, i algunes cases i carrers. Unes columnes ens donen una indicació de la forma de la basílica, amb ambients a l'interior i les botigues o tavernes a l'exterior. Els darrers treballs han posat de manifest que la primera plaça pública es va definir al final del segle ii aC, quan la ciutat adquireix la forma urbana bàsica amb l'extensió del perímetre emmurallat i l'execució d'importants obres de sanejament públic com el col·lector dels carrers d'Apodaca i de la Unió. Aquesta plaça es crea sobre part de l'oppidum ibèric (Kese) que, des del segle v aC, s'estenia per sobre d'aquest promontori que dominava la badia portuària i la desembocadura del riu. D'aquesta primera configuració del fòrum en coneixem el Capitoli, el temple dedicat a les tres divinitats principals del panteó romà (Júpiter-Juno-Minerva) que presidia la plaça pública. Era un temple de la més pura tradició itàlica, aixecat sobre podi, amb triple cella i planta períptera de sis columnes frontals.
En època d'August es produeix una profunda remodelació amb la creació d'una nova plaça al costat de la primera on destacava una basílica amb tribunal axial, governada per l'estàtua d'August, i locals annexos. Es tracta d'un edifici de tres naus amb ambulacrum o passadís perimetral a l'entorn d'un porticat de 14 x 4 columnes i locals annexos destinats als negocis o a la reunió de confraries religioses (collegia). En aquest mateix període es construeix el teatre, en directa relació urbanística i funcional amb el fòrum i el port. Sota Tiberi es reforma la basílica i es crea l'anomenada «plaça de les Estàtues», un espai intermedi, accessible des de la basílica, que connectava amb un carrer (decumanus) al qual tenien façana les diverses cases (domus) documentades. A l'entorn de la basílica van aparèixer un bon nombre d'estàtues, algunes de les quals estan relacionades amb el culte imperial. A la plaça annexa a la basílica van ser trobades diverses estàtues de membres de la família imperial Juli-Clàudia (27 aC - 68 dC). Al segle ii el fòrum de la colònia experimenta noves reformes mantenint-se en ús fins a la segona meitat del segle iv, moment en què data l'enderroc de la basílica.

### Teatre
41° 06′ 52.5″ N, 1° 14′ 56.6″ E / 41.114583°N,1.249056°E

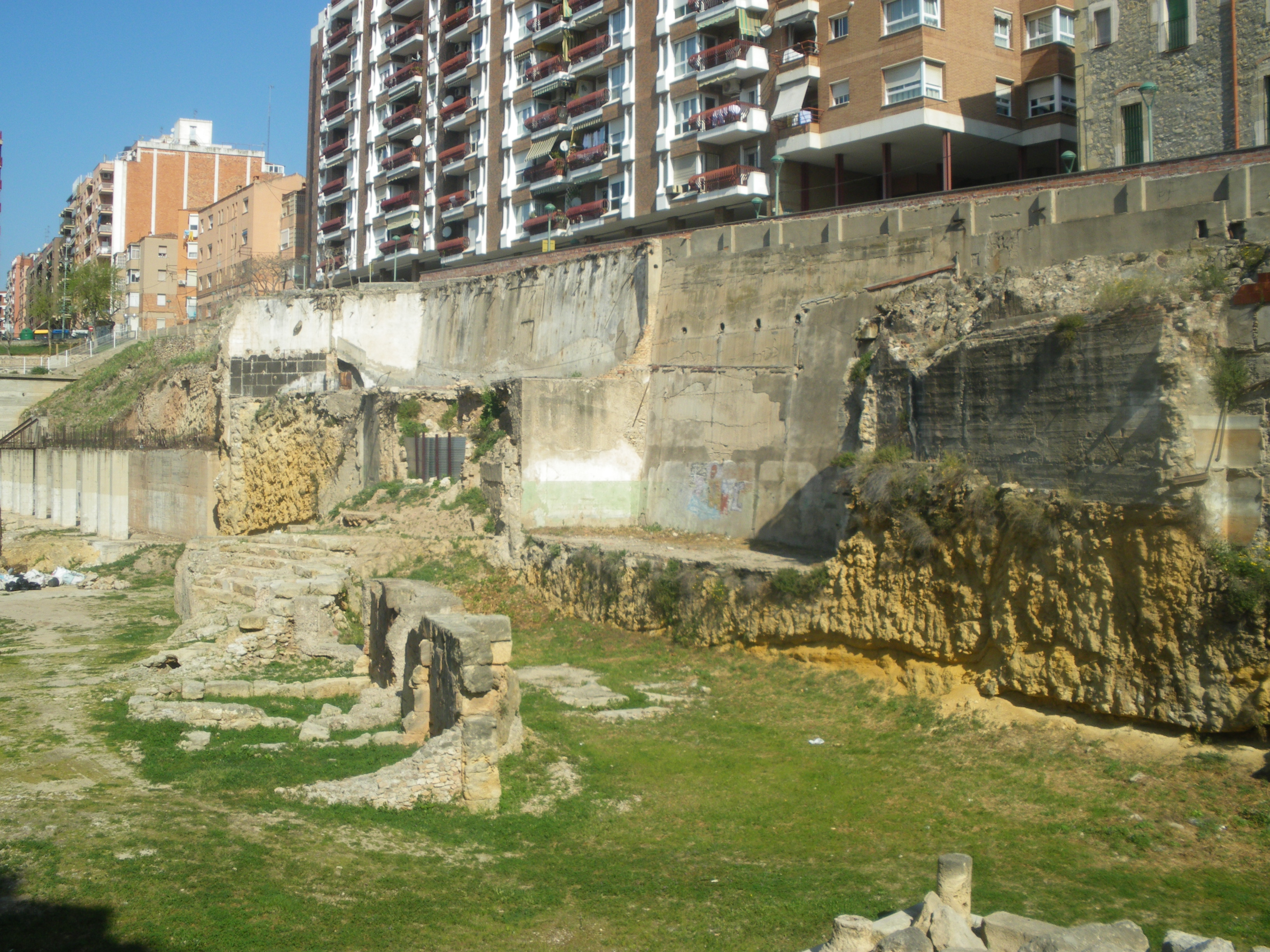
Detall del Teatre romà de Tàrraco

El teatre va ser construït a principis del segle i quan la ciutat va patir grans modificacions. Va ser erigit en el lloc que ocupaven grans cisternes (del segle ii aC) i un mercat del port (a partir de mitjans del segle i aC). És situat fora de la muralla i fa ús del pendent natural del terreny com a base de les files de seients (cavea). Part de l'escenari (scena) també es conserva, però se sap poca cosa de l'estructura arquitectònica elaborada (frons scenae), més enllà d'una sèrie de peces arquitectòniques i escultòriques trobades.

### Amfiteatre
41° 06′ 53″ N, 1° 15′ 33.5″ E / 41.11472°N,1.259306°E

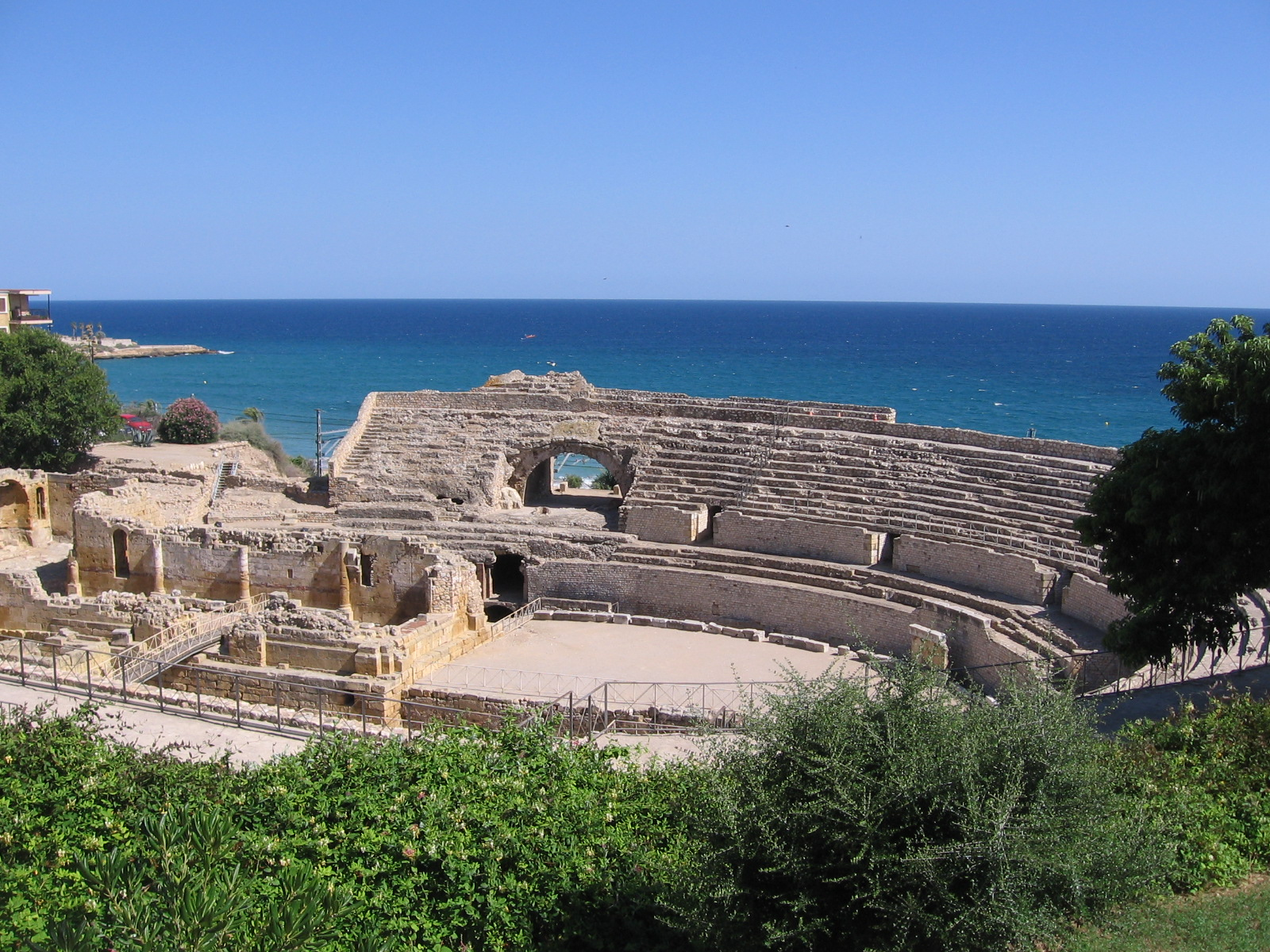
Amfiteatre de Tàrraco

De fet l'espai de l'amfiteatre engloba 3 estructures: el mateix amfiteatre, la basílica visigòtica, i l'església romànica.
L'amfiteatre, amb una capacitat per uns 14.000 espectadors, es troba al sud-est de la ciutat, fora de les muralles i prop de la costa. Construït a principis del segle ii, durant el regnat de Trajà o Hadrià. Té planta el·líptica mesurant 130 metres per 102 m. La pista està envoltada per les files de seients, amb el suport de voltes superposades fetes d'opus caementicium i opus reticulatum, excepte el costat nord, on les files inferiors dels seients es tallen a la roca natural. L'accés a la sorra es feia per dos grans entrades en els extrems de l'eix major. El podi, que empraven els dignataris, fa més de 3 metres d'alçada (3,20 metres, concretament) i va ser originalment cobert amb blocs de pedra pintada. Quan l'estructura va ser ampliada i reconstruïda l'any 218 al podi estava vestit amb làmines de marbre blanc. Va ser usat per a espectacles fins a mitjans del segle iv quant fou abandonat.
Al segle vi en l'amfiteatre s'hi construí una basílica visigòtica. Una estructura de tres naus
estructura dedicada als màrtirs Fructuós, Auguri i Eulogi, que van morir a l'amfiteatre el 21 de gener 256, amb una capella major en l'eix longitudinal, un santuari per la celebració de l'Eucaristia, i una petita habitació de fusta com a sagristia.
La basílica fou enderrocada en el segle xii per tal de permetre la construcció d'una església romànica, Sta. Maria del Miracle, amb la tradicional forma de creu llatina. La majoria de les parts més baixes d'aquesta estructura han sobreviscut.

### Necròpolis paleocristiana
41° 06′ 53.1″ N, 1° 14′ 18″ E / 41.114750°N,1.23833°E

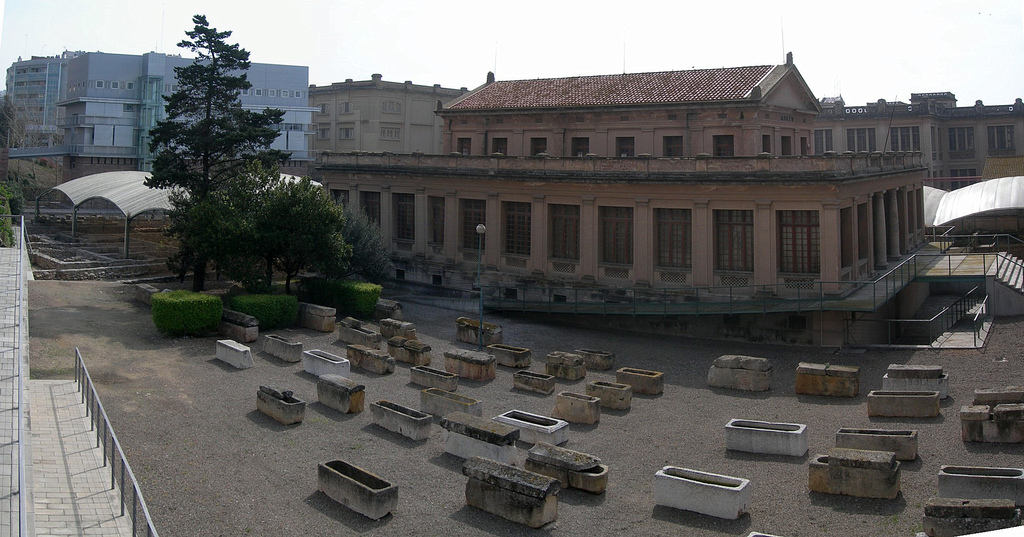
Necròpolis paleocristiana

El primer ús d'aquesta zona extra-murs va ser per viles suburbanes, en el període republicà tardà. Al segle iii es va convertir en un cementiri, associat amb el culte dels tres màrtirs, sobre la tomba dels quals es construí una basílica, destruïda al segle viii. Les excavacions han revelat més de dos mil tombes de diferents tipus, algunes de les quals són exhibides. El Museu paleocristiana, situat en aquest emplaçament, mostra gran part del material resultant d'aquestes excavacions.

## Voltants de la capital
El paisatge circumdant conté moltes restes, atribuïbles al fet que Tàrraco va ser la capital provincial. Un exemple és l'aqüeducte que portava aigua des de més de 40 quilòmetres, essent el primer a la península Ibèrica que es construirà amb arcs superposats. El monument conegut com la Torre dels Escipions dona fe de l'existència d'una classe social alta que desitja demostrar el seu prestigi mitjançant la construcció d'un monument funerari en una de les principals vies d'accés a Tàrraco.
Un nombre de pedreres són trobades al voltant de la ciutat. En aquestes es va extreure la pedra per construir les estructures romanes.
Hi ha també diverses viles de luxe, com la Vil·la dels Munts, amb una riquesa de paviments, escultura i dos conjunts de banys, i Vil·la Centcelles, que al segle iv es convertí en un monument funerari paleocristià poc després de la compleció, possiblement destinada a rebre les restes de l'Emperador Constantí el Gran.
L'Arc del Triomf de Berà és una prova més de la importància de la capital provincial. Va ser construït durant el regnat d'August per commemorar el desviament de l'antiga Via Heraclea i el seu canvi de nom posterior pel de l'emperador: Via Augusta.

### Aqüeducte

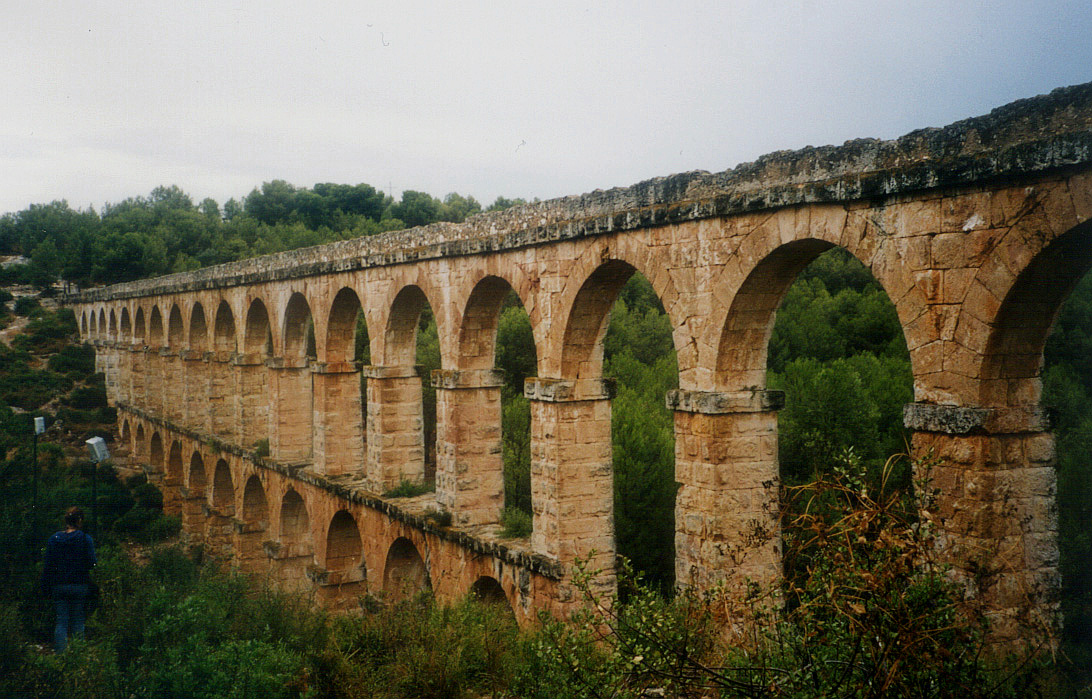
Aqüeducte de les Ferreres

Tres aqüeductes van portar aigua a Tàrraco, dos s'abastien del riu Francolí i el tercer del Gaià. Les rutes d'aquests han estat traçades en detall. Un tram de 217 metres d'un dels aqüeductes del Francolí, conegut com a Aqüeducte de les Ferreres, ha estat conservat en el tram que travessa una vall poc profunda. Es construeix a opus quadratum i consta de dos files d'arcs, assolint a una alçada de 26 m.

### Torre dels Escipions
41° 07′ 52.7″ N, 1° 18′ 59″ E / 41.131306°N,1.31639°E

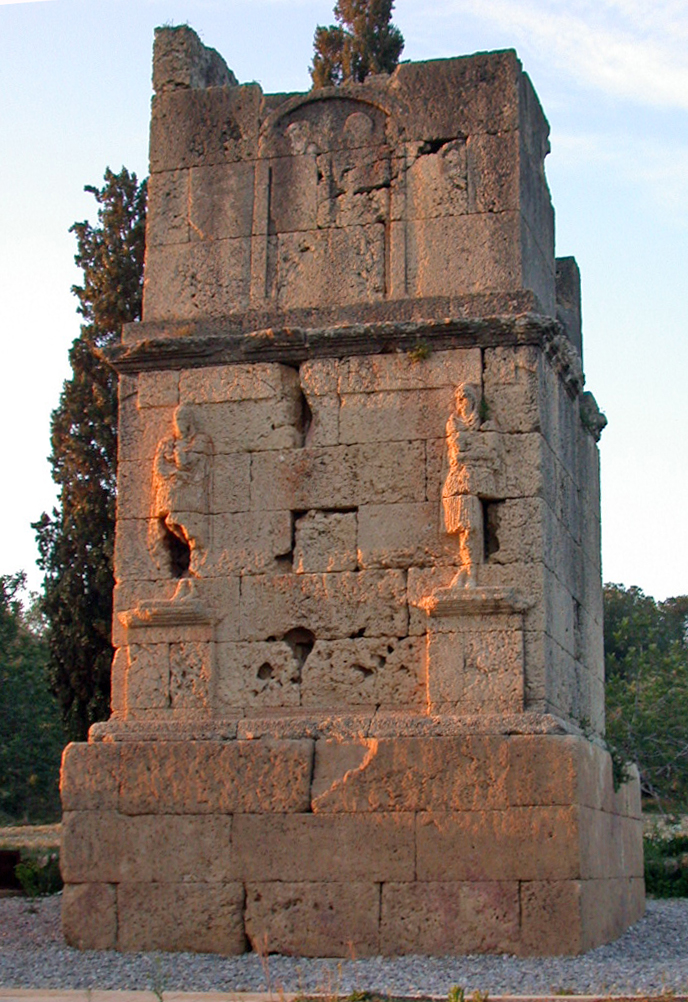
Torre dels Escipions

L'atribució d'aquest monument funerari dels Escipions és molt dubtosa, ja que és data de la primera meitat del segle i. Consisteix en un podi robust, una secció central en representació de la deïtat Attis frigi, i una secció superior amb relleus de dos homes en vestit oriental.

### Pedrera romana del Mèdol
41° 08′ 12.7″ N, 1° 20′ 22.4″ E / 41.136861°N,1.339556°E

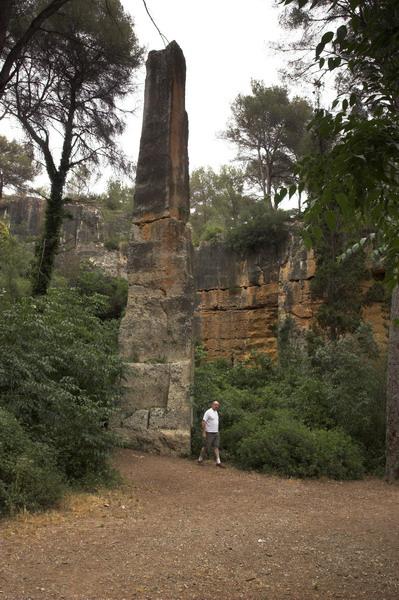
Agulla central del Mèdol

Aquesta gran pedrera es va treballar per obtenir la pedra calcària utilitzada en la construcció de molts dels edificis de Tàrraco, S'estima que uns 50.000 m³ van ser extrets en el període d'explotació.

### Vil·la romana de Centcelles
41° 09′ 07.6″ N, 1° 13′ 49.7″ E / 41.152111°N,1.230472°E

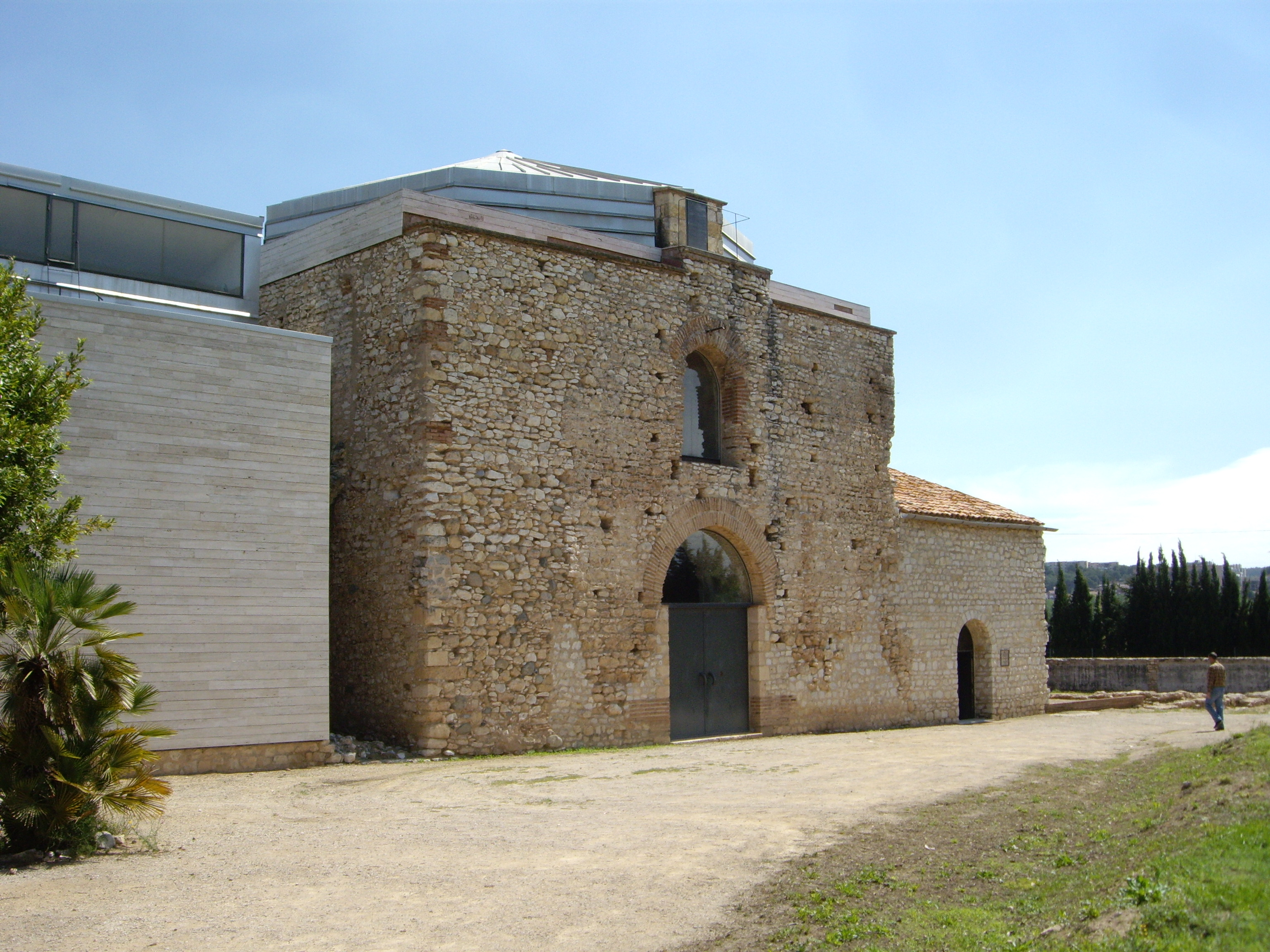
Exterior del mausoleu

Actualment les restes romanes a Centcelles corresponen bàsicament a la vil·la romana construïda a mitjan segle iv. Són de destacar els dos recintes termals i, en la part central de la vil·la, una gran sala que conserva la cúpula decorada amb un mosaic de temàtica cristiana.
Les dues sales principals de la vila són quadrilobulades i de planta circular, respectivament, ambdues probablement amb cúpula. La sala circular conserva la cúpula recoberta de mosaic i restes de pintures murals a les parets. El límit inferior de mosaic representa escenes de caça i la superior escenes bíbliques. Al subsòl hi ha una cripta i una subcripta.
L'edifici es va convertir en una capella dedicada a sant Bartomeu a l'Edat Mitjana i en el segle xix es va reutilitzar com a masia.

### Vil·la dels Munts
41° 08′ 01.8″ N, 1° 22′ 22.8″ E / 41.133833°N,1.373000°E
Les restes excavades d'aquesta vila estan situades en una petita elevació el pendent de la qual corre suaument fins al mar. Va ser construïda probablement a principi del segle i i reformada i ampliada a final del segle iii, després de la incursió dels francs, probablement servia residència d'un alt funcionari romà. Va ser un establiment gran i luxós, amb una elaborada decoració d'ambients, dos banys i cisternes de grans dimensions.

### Arc de Triomf de Berà
41° 10′ 22.9″ N, 1° 28′ 07.3″ E / 41.173028°N,1.468694°E

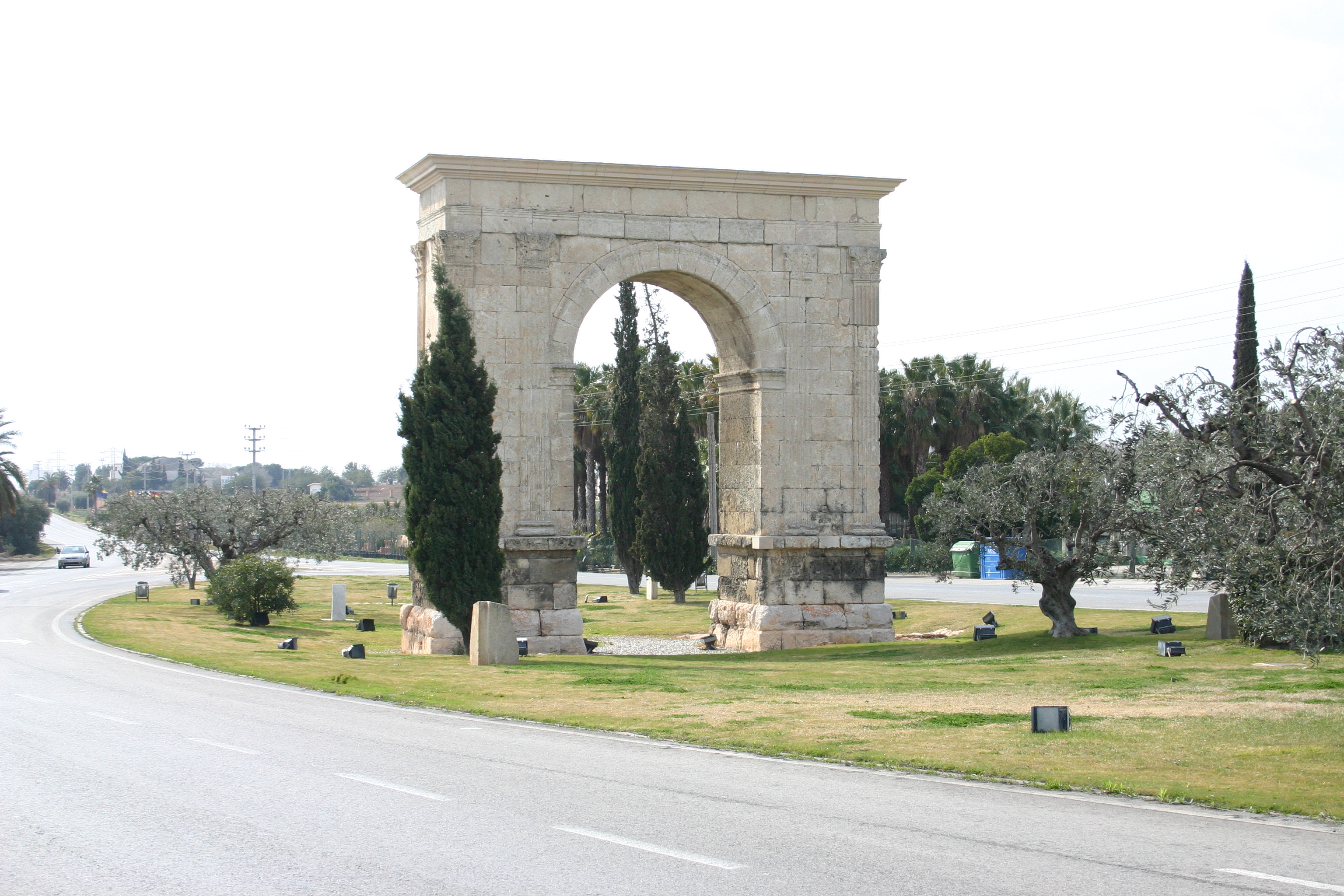
L'arc de Berà (Roda de Barà)

Aquest monument és considerat com un marcador territorial que indica el límit del territori de Tàrraco. Consisteix d'un sol arc amb la decoració de relativament simple. Hi ha una inscripció en l'entaulament que registra el nom de la cònsol que va encarregar-ne la construcció.

## Marc legal de protecció

### Estatus legal
El conjunt arqueològic de Tàrraco és cobert per diverses designacions en virtut de la Llei espanyola núm. 16/1985 sobre el Patrimoni Històric Espanyol i la Llei catalana núm. 9/1993 sobre el Patrimoni Cultural Català. Seguidament detallem el tipus i declaració monumental de les diferents parts del conjunt:
- 1905: Aqüeducte les Ferreres. Monument històric
- 1905: Catedral. Monument històric
- 1924: Amfiteatre i l'Església. Monument històric
- 1926: Arc de Berà. Monument històric
- 1926 (i 1931): Fòrum Provincial. Monument històric
- 1926: Torre dels Escipions. Monument històric
- 1931: Necròpolis paleocristiana cementiri. Zona arqueològica
- 1931: Pedrera de Mèdol. Zona arqueològica
- 1931: Vil·la—mausoleu de Centcelles.
- 1954: Fòrum. Zona arqueològica
- 1963: Voltes del circ. Monument històric
- 1966: centre històric de Tarragona. Conjunt històric
- 1977: Teatre romà. Zona arqueològica
- 1979: Vil·la els Munts. Zona arqueològica
- 1984: Les muralles romanes. Monument històric

### Administració
La propietat dels béns coberts és repartida entre institucions públiques, institucions privades i individus. La Generalitat de Catalunya té la responsabilitat general per a la protecció i gestió dels monuments i llocs a través de la Direcció General de Patrimoni Cultural, part de la Secretaria de Cultura. Alguns monuments són gestionats per l'Ajuntament de Tarragona.

## Treballs de conservació
L'estudi dels monuments i llocs de Tàrraco va començar ja el segle xvi, i una important tasca es va dur a terme al segle xix, però el treball arqueològic sistemàtic no es comença fins a la fi dels anys vuitanta del segle xx. Aquests foren iniciats pel Deutsches Archäologisches Institut, a continuació, entre 1987 i 1989 per l'Escola-Taller d'Arqueologia, creada pel municipi. A partir de 1989 se'n feu càrrec el Centre d'Arqueologia Urbana de Tarragona i el Servei Arqueològic de la Generalitat, amb col·laboració amb el Laboratori d'Arqueologia de la Universitat Rovira i Virgili de Tarragona.
Els treballs de conservació i projectes de restauració van començar a final dels anys 1950, primer sota la direcció del Ministeri de Cultura i després el Servei d'Arqueologia de la Generalitat, creat el 1980. Una sèrie de projectes específics s'han realitzat o estan en curs, alguns mitjançant acords celebrats entre el Servei i altres organismes, com el Municipal, el Museu i la Universitat.
Alguns monuments com l'amfiteatre, l'arc de Berà i la Torre dels Escipions no han estat objecte de cap mena de reconstrucció. La forma de l'amfiteatre ha estat objecte de modificació al llarg dels segles des que va perdre la funció original. Les restes d'estructures antigues incorporades en edificis posteriors també són autèntiques, fins i tot les que són fragmentaris i l'ús actual dels edificis de què formen part és diferent de la funció original.